# Jateí
Jateí är en kommun i Brasilien.   Den ligger i delstaten Mato Grosso do Sul, i den södra delen av landet, 1 000 km sydväst om huvudstaden Brasília. Antalet invånare är 4 017.
Trakten runt Jateí består i huvudsak av gräsmarker. Trakten runt Jateí är nära nog obefolkad, med mindre än två invånare per kvadratkilometer.